# Кастелдача
Кастелдача (итал. Casteldaccia) је насеље у Италији у округу Палермо, региону Сицилија.
Према процени из 2011. у насељу је живело 10091 становника. Насеље се налази на надморској висини од 95 м.

## Становништво
| 1931. | 1936. | 1951. | 1961. | 1971. | 1981. | 1991. | 2001. | 2011.  |
| ----- | ----- | ----- | ----- | ----- | ----- | ----- | ----- | ------ |
| 4.721 | 5.043 | 6.107 | 6.439 | 6.580 | 7.418 | 8.098 | 9.022 | 10.884 |